# Marvin (Band)
Marvin ist eine Schweizer Pop-Band aus Freiburg im Üechtland.

## Geschichte
Gegründet wurde Marvin Ende 2004 von Stefan Schmid (Gesang, Gitarre, Keyboard), Daniel Ackermann (Gitarre) und dem Manager Peter Kaeser. 
Noch bevor die Band komplett war, arbeiteten die beiden Musiker mit dem Walisischen Produzenten Greg Haver zusammen. Anfang 2005 wurde Marvin um Muso Stamm (Schlagzeug) und Mike Bischof (Bass) erweitert.
Im Jahr 2005 veröffentlichte die Band ihre erste Extended Play flic flac und erzielte mit der Radio-Single Holiday einen ersten Achtungserfolg.
Das Debüt-Album This Good Life erschien im Jahr 2008. Die Band wurde von DRS 3 mit der Auszeichnung Swiss Top Gewinner 2008 belohnt. Die Singles 28 Stories, Best Days und End of Time schafften es in die Schweizer Airplay Charts.
Im Jahr 2009 wurde das zweite Album Super Constellation veröffentlicht. Es wurde während vier Wochen im Südwesten von England aufgenommen, wieder mit Greg Haver als Produzent. Die Single I Wanna Be There war eines der meistgespielten Lieder auf Schweizer Radiostationen des Jahres 2009.

## Diskografie
- 2005: flic flac (4-Song EP; cubic records)
- 2008: This Good Life (Album; TBA)
- 2009: Super Constellation (Album; TBA)

## Auszeichnungen
- 2006: Kompositionsauftrag, Pro Helvetia
- 2009: SwissTop Band 2008, DRS 3

## Wichtige Auftritte
Olympia (Paris); Transbordeur (Lyon); Eurosonic Groningen (Holland); Cavern Club (Liverpool); Nothing Hill Arts Club (London); Paléo Festival Nyon; Gurtenfestival; Rock'Oz Arènes